# Réparat de Carthage
Réparat de Carthage (en latin : Reparatus Carthaginensis) est un évêque de Carthage dans la première moitié du VIe siècle.

## Biographie
Les origines de Réparat ne sont pas connues. Il succède à Boniface comme évêque de Carthage en 535 selon Victor de Tunnuna, et convoque presque aussitôt un synode qui réunit 217 évêques dans la basilique de Fauste (basilica Fausti) à Carthage, pour s'occuper de la réorganisation de l'Église d'Afrique, déstabilisée pendant la domination vandale, et du sort réservé aux évêques ariens,.
Lors de l'« affaire des Trois Chapitres », il convoque en 550 un concile qui excommunie le pape Vigile, accusé d'avoir publié le Judicatum.
Soupçonné d'être impliqué dans l'assassinat du général byzantin Aréobindus lors de la révolte de Gontharis, Réparat est déposé par ordre de l'empereur Justinien en 552 et remplacé par Primase ; il meurt en exil à Euchaita, en Asie mineure, le 7 janvier 563.

## Sources primaires
- Victor de Tunnuna, Chronique.